# Чемпионат СССР по водному поло 1980
XL чемпионат СССР по водному поло (XXXVI чемпионат для клубных команд) проходил с 8 февраля по 23 ноября 1980 года. Победителем турнира стала команда ЦСК ВМФ.

## Общая информация
В чемпионате высшей лиги участвовали 12 команд. Как и в предыдущем чемпионате, матчи продолжались 24 минуты чистого времени — на 4 минуты дольше, чем было установлено международными правилами. Участники чемпионата провели однокруговой турнир, по результатам которого шестёрка сильнейших на финальном этапе выявила призёров, а остальные команды оспорили 7—12-е места. Игры в финальных группах также проводились в один круг, а в турнирных таблицах учитывались все результаты предварительного этапа. Решающие матчи чемпионата прошли в московском бассейне спорткомплекса «Олимпийский», где 29 июля сборная СССР выиграла второе в своей истории золото Олимпийских игр. За олимпийскую сборную выступали игроки семи клубов: ЦСК ВМФ (Владимир Акимов, Александр Кабанов и Вячеслав Собченко), московского «Динамо» (Евгений Гришин, Михаил Иванов и Георгий Мшвениерадзе), МГУ (Майт Рийсман), алма-атинского «Динамо» (Сергей Котенко), киевского «Динамо» (Алексей Баркалов), «Москвича» (Евгений Шаронов) и «Мехната» (Эркин Шагаев).
После прошлогодней победы в чемпионате СССР завершили выступления за команду МГУ её многолетний капитан Валерий Пушкарёв и защитник Эдуард Александров, прервал карьеру вратарь Юрий Митянин. Подопечные Михаила Рыжака стартовали в новом чемпионате с трёх поражений подряд, но в итоге заняли второе место, опередив алма-атинское «Динамо» благодаря победе в личной встрече при одинаковом количестве очков и разнице мячей. Чемпионское звание за два тура до конца турнира вернула себе команда ЦСК ВМФ, после чего она успешно выступила и на международной арене, выиграв Кубок кубков и Суперкубок Европы. Впервые с 1971 года в шестёрке сильнейших не оказалось киевского «Динамо», однако в начале ноября украинская команда также впервые стала обладателем Кубка СССР.
Волгоградский «Спартак» занял последнее место и не сумел сохранить прописку в высшей лиге. После годичного перерыва в главный дивизион вернулся харьковский «Локомотив».

## Предварительные игры

### Турнирная таблица
|                           | 1    | 2   | 3    | 4    | 5    | 6    | 7    | 8   | 9   | 10   | 11   | 12   | И  | В | Н | П  | М     | О  |
| ------------------------- | ---- | --- | ---- | ---- | ---- | ---- | ---- | --- | --- | ---- | ---- | ---- | -- | - | - | -- | ----- | -- |
| 1. ЦСК ВМФ (Москва)       |      | 7:4 | 6:2  | 3:5  | 6:5  | 3:2  | 6:6  | 8:2 | 7:6 | 9:5  | 10:3 | 9:4  | 11 | 9 | 1 | 1  | 74:44 | 19 |
| 2. ККФ (Баку)             | 4:7  |     | 8:6  | 7:6  | 3:8  | 4:4  | 9:6  | 4:3 | 8:6 | 7:5  | 7:7  | 9:2  | 11 | 7 | 2 | 2  | 70:60 | 16 |
| 3. МГУ (Москва)           | 2:6  | 6:8 |      | 5:5  | 9:7  | 7:6  | 9:7  | 9:8 | 6:3 | 4:6  | 11:7 | 12:5 | 11 | 7 | 1 | 3  | 80:68 | 15 |
| 4. «Динамо» (Алма-Ата)    | 5:3  | 6:7 | 5:5  |      | 6:7  | 7:5  | 7:5  | 7:7 | 8:5 | 12:9 | 8:6  | 5:5  | 11 | 6 | 3 | 2  | 76:64 | 15 |
| 5. «Динамо» (Тбилиси)     | 5:6  | 8:3 | 7:9  | 7:6  |      | 7:8  | 8:8  | 8:8 | 7:5 | 5:3  | 11:8 | 7:5  | 11 | 6 | 2 | 3  | 80:69 | 14 |
| 6. «Динамо» (Москва)      | 2:3  | 4:4 | 6:7  | 5:7  | 8:7  |      | 10:7 | 2:3 | 9:8 | 10:5 | 11:3 | 11:6 | 11 | 6 | 1 | 4  | 78:60 | 13 |
| 7. «Динамо» (Киев)        | 6:6  | 6:9 | 7:9  | 5:7  | 8:8  | 7:10 |      | 7:5 | 5:4 | 10:7 | 7:7  | 9:5  | 11 | 4 | 3 | 4  | 77:77 | 11 |
| 8. «Москвич» (Москва)     | 2:8  | 3:4 | 8:9  | 7:7  | 8:8  | 3:2  | 5:7  |     | 5:6 | 6:2  | 8:8  | 3:0  | 11 | 3 | 3 | 5  | 58:61 | 9  |
| 9. СКИФ (Минск)           | 6:7  | 6:8 | 3:6  | 5:8  | 5:7  | 8:9  | 4:5  | 6:5 |     | 6:6  | 6:5  | 7:6  | 11 | 3 | 1 | 7  | 62:72 | 7  |
| 10. «Динамо» (Львов)      | 5:9  | 5:7 | 6:4  | 9:12 | 3:5  | 5:10 | 7:10 | 2:6 | 6:6 |      | 4:4  | 10:5 | 11 | 2 | 2 | 7  | 62:78 | 6  |
| 11. «Мехнат» (Ташкент)    | 3:10 | 7:7 | 7:11 | 6:8  | 8:11 | 3:11 | 7:7  | 8:8 | 5:6 | 4:4  |      | 8:5  | 11 | 1 | 4 | 6  | 66:88 | 6  |
| 12. «Спартак» (Волгоград) | 4:9  | 2:9 | 5:12 | 5:5  | 5:7  | 6:11 | 5:9  | 0:3 | 6:7 | 5:10 | 5:8  |      | 11 | 0 | 1 | 10 | 48:90 | 1  |

### Матчи
Москва, бассейн ЦСК ВМФ
1-й тур. 8 февраля
- ЦСК ВМФ — МГУ — 6:2
- ККФ — «Москвич» — 4:3
- «Динамо» А-А — «Динамо» Лв — 12:9

2-й тур. 9 февраля
- «Москвич» — «Динамо» А-А — 7:7
- «Динамо» Лв — МГУ — 6:4
- ЦСК ВМФ — ККФ — 7:4

3-й тур. 10 февраля
- «Москвич» — «Динамо» Лв — 6:2
- «Динамо» А-А — ЦСК ВМФ — 5:3
- ККФ — МГУ — 8:6

4-й тур. 11 февраля
- ККФ — «Динамо» А-А — 7:6
- МГУ — «Москвич» — 9:8
- ЦСК ВМФ — «Динамо» Лв — 9:5

5-й тур. 12 февраля
- «Динамо» А-А — МГУ — 5:5
- ККФ — «Динамо» Лв — 7:5
- ЦСК ВМФ — «Москвич» — 8:2

Минск, Дворец водного спорта
1-й тур. 8 февраля
- «Мехнат» — «Динамо» К — 7:7
- «Динамо» Тб — «Спартак» — 7:5
- «Динамо» М — СКИФ — 9:8

2-й тур. 9 февраля
- «Динамо» М — «Динамо» Тб — 8:7
- «Динамо» К — «Спартак» — 9:5
- СКИФ — «Мехнат» — 6:5

3-й тур. 10 февраля
- «Динамо» М — «Динамо» К — 10:7
- «Мехнат» — «Спартак» — 8:5
- «Динамо» Тб — СКИФ — 7:5

4-й тур. 11 февраля
- «Динамо» М — «Спартак» — 11:6
- «Динамо» Тб — «Мехнат» — 11:8
- «Динамо» К — СКИФ — 5:4

5-й тур. 12 февраля
- «Динамо» М — «Мехнат» — 11:3
- «Динамо» Тб — «Динамо» К — 8:8
- СКИФ — «Спартак» — 7:6

Тбилиси, бассейн республиканского спорткомитета
6-й тур. 27 февраля
- ЦСК ВМФ — «Динамо» К — 6:6
- ККФ — «Спартак» — 9:2
- «Динамо» А-А — «Динамо» М — 7:5
- «Динамо» Лв — СКИФ — 6:6
- МГУ — «Мехнат» — 11:7
- «Динамо» Тб — «Москвич» — 8:8

7-й тур. 28 февраля
- «Спартак» — «Динамо» А-А — 5:5
- «Динамо» М — «Динамо» Лв — 10:5
- СКИФ — «Москвич» — 6:5
- ЦСК ВМФ — «Мехнат» — 10:3
- ККФ — «Динамо» К — 9:6
- МГУ — «Динамо» Тб — 9:7

8-й тур. 29 февраля
- «Москвич» — «Динамо» М — 3:2
- МГУ — СКИФ — 6:3
- ККФ — «Мехнат» — 7:7
- «Динамо» А-А — «Динамо» К — 7:5
- «Динамо» Лв — «Спартак» — 10:5

1 марта
- ЦСК ВМФ — «Динамо» Тб — 6:5[4]

9-й тур. 2 марта
- «Динамо» К — «Динамо» Лв — 10:7
- ЦСК ВМФ — СКИФ — 7:6
- «Динамо» А-А — «Мехнат» — 8:6
- МГУ — «Динамо» М — 7:6
- «Москвич» — «Спартак» — 3:0
- «Динамо» Тб — ККФ — 8:3

10-й тур. 3 марта
- ККФ — СКИФ — 8:6
- «Динамо» Лв — «Мехнат» — 4:4
- МГУ — «Спартак» — 12:5
- «Динамо» К — «Москвич» — 7:5
- ЦСК ВМФ — «Динамо» М — 3:2
- «Динамо» Тб — «Динамо» А-А — 7:6

11-й тур. 4 марта
- МГУ — «Динамо» К — 9:7
- «Динамо» А-А — СКИФ — 8:5
- «Динамо» Тб — «Динамо» Лв — 5:3
- ЦСК ВМФ — «Спартак» — 9:4
- «Динамо» М — ККФ — 4:4
- «Москвич» — «Мехнат» — 8:8

## Финал за 1—6-е места
Матчи прошли в Москве в бассейне спорткомплекса «Олимпийский».

### Турнирная таблица
|                        | 1    | 2    | 3    | 4    | 5    | 6    | И  | В  | Н | П | М       | О  |
| ---------------------- | ---- | ---- | ---- | ---- | ---- | ---- | -- | -- | - | - | ------- | -- |
| 1. ЦСК ВМФ (Москва)    |      | 9:8  | 5:4  | 9:10 | 7:7  | 7:7  | 16 | 11 | 3 | 2 | 111:80  | 25 |
| 2. МГУ (Москва)        | 8:9  |      | 10:6 | 7:7  | 11:7 | 8:8  | 16 | 9  | 3 | 4 | 124:105 | 21 |
| 3. «Динамо» (Алма-Ата) | 4:5  | 6:10 |      | 11:7 | 6:5  | 12:5 | 16 | 9  | 3 | 4 | 115:96  | 21 |
| 4. ККФ (Баку)          | 10:9 | 7:7  | 7:11 |      | 3:3  | 5:7  | 16 | 8  | 4 | 4 | 102:97  | 20 |
| 5. «Динамо» (Тбилиси)  | 7:7  | 7:11 | 5:6  | 3:3  |      | 7:6  | 16 | 7  | 4 | 5 | 109:102 | 18 |
| 6. «Динамо» (Москва)   | 7:7  | 8:8  | 5:12 | 7:5  | 6:7  |      | 16 | 7  | 3 | 6 | 111:99  | 17 |

### Матчи
12-й тур. 19 ноября
- «Динамо» Тб — «Динамо» М — 7:6
- МГУ — ККФ — 7:7
- ЦСК ВМФ — «Динамо» А-А — 5:4

13-й тур. 20 ноября
- ЦСК ВМФ — МГУ — 9:8
- «Динамо» Тб — ККФ — 3:3
- «Динамо» А-А — «Динамо» М — 12:5

14-й тур. 21 ноября
- МГУ — «Динамо» А-А — 10:6
- ЦСК ВМФ — «Динамо» Тб — 7:7
- «Динамо» М — ККФ — 7:5

15-й тур. 22 ноября
- ККФ — ЦСК ВМФ — 10:9
- «Динамо» М — МГУ — 8:8
- «Динамо» А-А — «Динамо» Тб — 6:5

16-й тур. 23 ноября
- «Динамо» М — ЦСК ВМФ — 7:7
- «Динамо» А-А — ККФ — 11:7
- МГУ — «Динамо» Тб — 11:7

## Финал за 7—12-е места
Матчи прошли в Волгограде.

### Турнирная таблица
|                           | 7    | 8     | 9    | 10  | 11   | 12    | И  | В | Н | П  | М       | О  |
| ------------------------- | ---- | ----- | ---- | --- | ---- | ----- | -- | - | - | -- | ------- | -- |
| 7. «Москвич» (Москва)     |      | 9:8   | 7:6  | 5:7 | 6:4  | 10:8  | 16 | 7 | 3 | 6  | 95:94   | 17 |
| 8. «Динамо» (Киев)        | 8:9  |       | 6:11 | 8:8 | 11:7 | 10:10 | 16 | 5 | 5 | 6  | 120:122 | 15 |
| 9. «Мехнат» (Ташкент)     | 6:7  | 11:6  |      | 5:5 | 9:7  | 3:3   | 16 | 3 | 6 | 7  | 100:116 | 12 |
| 10. «Динамо» (Львов)      | 7:5  | 8:8   | 5:5  |     | 9:9  | 7:8   | 16 | 3 | 5 | 8  | 98:113  | 11 |
| 11. СКИФ (Минск)          | 4:6  | 7:11  | 7:9  | 9:9 |      | 9:9   | 16 | 3 | 3 | 10 | 98:116  | 9  |
| 12. «Спартак» (Волгоград) | 8:10 | 10:10 | 3:3  | 8:7 | 9:9  |       | 16 | 1 | 4 | 11 | 86:129  | 6  |

### Матчи
12-й тур. 19 ноября
- «Москвич» — СКИФ — 6:4
- «Спартак» — «Динамо» К — 10:10
- «Мехнат» — «Динамо» Лв — 5:5

13-й тур. 20 ноября
- «Мехнат» — «Динамо» К — 11:6
- СКИФ — «Динамо» Лв — 9:9
- «Москвич» — «Спартак» — 10:8

14-й тур. 21 ноября
- «Динамо» Лв — «Динамо» К — 8:8
- «Москвич» — «Мехнат» — 7:6
- «Спартак» — СКИФ — 9:9

15-й тур. 22 ноября
- «Спартак» — «Мехнат» — 3:3
- «Динамо» К — СКИФ — 11:7
- «Динамо» Лв — «Москвич» — 7:5

16-й тур. 23 ноября
- «Мехнат» — СКИФ — 9:7
- «Спартак» — «Динамо» Лв — 8:7
- «Москвич» — «Динамо» К — 9:8

## Призёры
ЦСК ВМФ: Владимир Акимов, Александр Галкин, Алексей Гаргонов, Владимир (Вадим) Жмудский, Александр Кабанов, Анатолий Клебанов, Михаил Новиков, Вячеслав Оботков, Андрей Павлов, Виталий Романчук, Сергей Рудаков, Андрей Семёнов, Вячеслав Собченко, Андрей Фролов. Тренер — Александр Шидловский.
 МГУ: Шалва Бреус, Алексей Бурков, Александр Зеленчев, Георгий Крупин, Александр Клеймёнов, Дмитрий Крылов, Сергей Морозов, Нугзар Мшвениерадзе, Игорь Перепёлкин, Майт Рийсман, Игорь Росляков. Тренер — Михаил Рыжак.
 «Динамо» (Алма-Ата): Ерлан Аяпбергенов, Игорь Баюнов, Павел Волков, Сергей Горшков, Сергей Котенко, Николай Лошкин, Нурлан Мендыгалиев, Аскар Оразалинов, Дмитрий Шайхутдонов, Сергей Щербаков, Юрий Яковенко. Тренер — Станислав Пивоваров.